# Campionato di calcio della Repubblica Socialista Sovietica d'Estonia 1974
Il Campionato di calcio della Repubblica Socialista Sovietica d'Estonia 1974 era la massima divisione del campionato estone ed era un campionato regionale sovietico. La vittoria finale andò al Baltika Narva che vinse il primo titolo della sua storia.

## Formula
Era formato da dodici squadre: ogni formazione si incontrava le altre in gironi di andata e ritorno, per un totale di 22 incontri. Erano previsti due punti per la vittoria e uno per il pareggio.

## Classifica finale
|    | Classifica finale         | G  | V  | N  | P  | GF | GS | Dif | Pt |
| -- | ------------------------- | -- | -- | -- | -- | -- | -- | --- | -- |
| 1  | Baltika Narva             | 22 | 15 | 5  | 2  | 41 | 15 | +26 | 35 |
| 2  | Dünamo Kopli              | 22 | 15 | 3  | 4  | 46 | 21 | +25 | 33 |
| 3  | Kalev Pärnu               | 22 | 10 | 6  | 6  | 43 | 27 | +16 | 26 |
| 4  | Tekstiil Tallinn          | 22 | 11 | 4  | 7  | 38 | 24 | +14 | 26 |
| 5  | Kreenholm Narva           | 22 | 10 | 5  | 7  | 43 | 32 | +11 | 25 |
| 6  | Tempo Tallinn             | 22 | 10 | 5  | 7  | 35 | 27 | +8  | 24 |
| 7  | RT Tartu                  | 22 | 10 | 4  | 8  | 36 | 31 | +5  | 24 |
| 8  | Kalev Sillamäe            | 22 | 7  | 5  | 10 | 30 | 31 | -1  | 19 |
| 9  | Norma Tallinn             | 22 | 4  | 10 | 8  | 27 | 34 | -7  | 18 |
| 10 | Keemik Kohtla-Järve       | 22 | 5  | 5  | 12 | 21 | 36 | -15 | 15 |
| 11 | Kaevur Jõhvi Kohtla-Järve | 22 | 6  | 3  | 13 | 32 | 48 | -16 | 15 |
| 12 | Energoremont Narva        | 22 | 1  | 1  | 20 | 19 | 85 | -66 | 3  |

G = Partite giocate; V = Vittorie; N = Nulle/Pareggi; P = Perse; GF = Goal fatti; GS = Goal subiti; Dif = differenza reti; 